# Paul Blackthorne
Paul Blackthorne (Wellington, Inglaterra, 5 de marzo de 1969) es un actor de cine, televisión y radio, y fotógrafo británico. Es conocido principalmente por su aparición en las series 24 y The Dresden Files. Empezó su carrera como actor en anuncios de televisión. Colabora en diversas causas benéficas.

## Filmografía
- The Inbetween (2019) (detective Tom Hackett,10 episodios)
- DC's Legends of Tomorrow (2016) (Quentin Lance, 2 episodios)
- The Flash (2015, 2017) (Quentin Lance / Sturmbannführer (Tierra-X), 2 episodios)
- Arrow (2012 - 2020) (Quentin Lance, coprotagonista)
- The River (2012, personaje principal)
- "Leverage"(2012) (Tony Catgic, capítulo 28 y 29)
- White Collar (2011, Julian Larssen)
- The Gates (2010, Christian Harper)
- Lipstick Jungle (2008, Shane Healy)
- Big Shots (2007)
- Dresden (2007) (Harry Dresden)
- Monk (2006, 1 episodio)
- 24 (2004, 10 episodios) (tercera temporada, Stephen Saunders)
- ER (2 episodios)
- Laagan, érase una vez en la India (2001, película de Bollywood)
- Temas de actualidad con beneficios (2014, 1 episodio, Tony Enright)

- Datos: Q545016
- Multimedia: Paul Blackthorne / Q545016